# Mike Eman
Michiel "Mike" Godfried Eman, född 1961, är Arubas regeringschef sedan 30 oktober 2009. Hans bror, Henny Eman, var Arubas första regeringschef då landet blev ett eget autonomt område inom Konungariket Nederländerna.